# Johanan ben Zakaj
Židovski rabin Johanan ben Zakaj osnivač je i prvi upravitelj rabinske škole  (Bet Midraš) i obnovljenog Sinedrija u gradu Jabna, nakon teškog poraza Židova u ustanku zelota i razaranja Jeruzalema i jeruzalemskog Hrama 70. n.e. 

## Bijeg iz opsjednutog Jeruzalema
Za vrijeme rimske opsade, zeloti koji su vladali Jeruzalemom poduzimali su stroge mjere protiv umjerenih stanovnika, koji su se pokušavali nagoditi s Rimljanima. Pod prijetnom smrtne kazne, zabranili su napuštanje grada. Johanan ben Zakaj, tada već ostarjeli pismoznanac iz umjerene stranke farizeja, shvaćao je da je borba bezizgledna i da će Rimljani, u znak osvete, počiniti strašna razaranja i pokolje. Trebalo je spašavati živote, da bi se borba za opstanak židovstva, nakon vojnog i političkog poraza, mogla nastaviti na duhovnom polju. 
Grupa njegovih vjernih učenika proglasila je da je starac umro. Lijes s njegovim tijelom ponijeli su na ukop van gradskih zidina. Ne samo zelotske, nego i rimske straže propustile su ih s poštovanjem. Kada su se našli na sigurnom odstojanju od jeruzalemski zidina, spustili su lijes i pustili ga napolje. Zatražio je da ga izvedu pred rimskog zapovjednika, kojeg je zamolio dozvolu da otiđe u Jabnu i da tamo otvori svoju vjersku školu. Zapovjednik, želeći izaći u susret umjerenim Židovima, dao je odobrenje. Škola u Jabni otvorena je još i prije nego što je Jeruzalem pao.

## Propast Hrama i vizija duhovne obnove
Uskoro je do učitelja i grupe njegovih učitelja, koji su se smjestili u Jabni, došla tragična vijest: ne samo da je Jeruzalem osvojen i razoren, nego je uništan i sam Hram#Židovski Hram, koji je tijekom tisuću godina (osim 70-ak godina u VI. st. pr. Kr., između razaranja prvog i gradnje drugog Hrama) bio središte ne samo židovskog bogoslužja, nego i stožer osjećaja nacionalnog identiteta. Prinošenje žrtvi u Hramu bila je obaveza svakog Židova; ako se žrtve više ne mogu prinositi, što ostaje od židovstva? 
Nestankom Hrama, postala je bespredmetna i uloga svećenika, većinom iz stranke saduceja, koji su upravljali Hramom i zajedno s pismoznancima vršili duhovnu i znatan dio svjetovne vlasti nad Židovima. Fanatično borbeni zeloti, koji su u pobuni 67-70. godine bili preuzeli političku vlast, istrebljeni su u porazu, kojem su uvelike pridonijeli i njihovi međusobni obračuni i teror nad Židovima koji su im se suprotstavljali. 
Suočen s tako strašnim porazom, židovski je narod bio pred opasnošću da isčezne, kao što su isčezli bezbrojni drugi narodi u povijesti. Johanan ben Zakaj, međutim, imao je čvrstu viziju, i volju da je ostvari, da je moguća obnova i opstanak židovstva na duhovnim temeljima, sadržanim u Tori i u usmenoj predaji, koju su rabini čuvali i razvijali. »Židovi će bez svoje domovine i vlastite države, raspršeni među sve narode, kao što je to objavilo proročanstvo, nastaviti svoj put kroz povijest, objedinjeni jedino Svetim pismom i u njemu utemeljenim Zakonom, kao svojom "prenosivom otadžbinom".« (Keller, str. 70)

## Učilište i Sinedrij u Jabni
Johanan je iz Jabne objavio otvaranje učilišta, u kojem će se nastaviti proučavanje i tumačenje zakona u skladu s tradicijom koju je stotinu godina ranije započeo rabin Hilel. Pozvao je sve farizeji#pismoznance da mu se pridruže kao učitelji, i sve mladiće, voljne da se u doba nacionalne katastrofe posvete duhovnom životu, da se pridruže kao učenici. Svima koji očajavaju jer više ne mogu ostvariti vezu s Bogom prinošenjem žrtvi, on izlaže uvjerenje, pozivajući se na proroke i psalme, da se žrtva može nadoknaditi vršenjem dobrih djela.
Uskoro je Johanan u Jabni sazvao skup najuglednijih učitelja, Veliko vijeće najstarijih (gerusija), koje će postati novi Sinedrij. Ne sukobljavajući se direktno s rimskim vlastima (koje se zadovoljavaju održavanjem mira i ubiranjem poreza), novi Sinedrij uspješno će preuzeti vjerske i sudske funkcije koje je ranije imao Sinedrij u Jeruzalemu. Prvi put u povijesti Izraela Vijeće najstarijih, koje je nekada zasjedalo samo u sali kvadratnog oblika u Hramu, sastalo se izvan svetog mjesta. Sastavljen od farizeji#pismoznanaca odnosno učitelja (rabina), pretežno farizeja, novi Sinedrij i vjerska škola koju su rabini vodili uspješno su prevazišli religijske i političke sukobe koji su u prethodnim stoljećima razdirale Židove. Koristili su pri tom metode dogovaranja i uvjeravanja, ali i prijetnje izopćenja da bi se održala čistoća vjere.
Novo Veliko vijeće, iako formalno gledano samozvano, ubrzo je pod Johananovim vostvom postiglo znatan ugled. Ne samo Židovi u Palestini, nego i oni u dijaspori, uskoro su prihvatili njegov religijski, zakonodavni i sudski autoritet. Između ostalog, novi Sinedrij određivao je kalendar blagdana, bitan element židovskog bogoslužja.
Johanan ben Zakaj do svoje je smrti (između 80. i 85. godine) upravljao učilištem i Sinedrijem kao neupitni vođa, vodeći prvenstveno snagom svoje vizije, a ne formalnog autoriteta. Bio je tip vođe koji ljude ne vuče za sobom, nego ih usmjerava u određenom pravcu, da nastave i kada njega više nema.
Nakon njegove smrti, vodstvo Sinedrija u Jabni preuzeo je Gamalijel II, praunuk velikog Hilela. Johananovi učenici Eliezer ben Hirkan i Jošua ben Hananja osnovali su vlastite škole nedaleko Jabne, u Lodu i u Pekiinu.

## Uspostava rabinata: vladavina intelektualaca
Po učenju Johanan ben Zokaja, Sinagoga kao mjesto okupljanja, molitve i studiranja Tore stupa na mjesto hrama, a intenzivno studiranje, redovito bogoslužje i dobra djela su nadomjestak za kult hrama i žrtve. Na mjesto svećenika, koje je bitna funkcija vršenje obreda, stupa rabin, učitelj, koji nema sakramentalna ovlaštenja, nego svoj autoritet temelji na poznavanju i razumijevanju Tore. 
Imao je ključnu ulogu i u odluci da se počne zapisivati i sređivati tradicija usmenog nauka, koja se stvarala stoljećima i prenosila usmeno, od učitelja učeniku, što je zahtijevalo veliku sposobnost pamćenja. Uspio je nametnuti da se napusti tradicionalna zabrana zapisivanja, koja je bila usmjerena na očuvanje čistoće same Tore. To je, oko 120 godina nakon njegove smrti, dovelo do kompletiranja Mišne.
Proučavanje Tore postaje dužnost svakog pobožnog Židova, a ne samo "profesionalaca", tj. svećenika i pismoznananaca. Kako se ubrzo kodificira zapisan test Tore, a zatim zapisuje i usmena predaja u Talmudu, ovo podrazumijeva znanje čitanja. Iako su rabini pazili na čistoću vjere i odlučno odbacivali pokušaje kompromisa s helenskom filozofijom (kao što je pokušao Filon Aleksandrijski) i drugim religijskim tradicijama (gnosticizam), poticaj na čitanje značio je i poticanje učenosti uopće. 
Osim toga, iako se tekst Tore smatra svetim i vrlo pažljivo prepisuje onakav kakav jest, rabini razvijaju metode tumačenja teksta, kao i metode diskusije, da bi ga objasnili i prilagodili promijenjenim životnim okolnostima, u skladu s tradicijom započetom u doba Hilela i Šamaja. Da bi to uspješno činili, rabini moraju usvajati i razna svjetovna znanja. 
Na taj način, vodstvo židovskog naroda preuzimaju ljudi koji su ne samo znalci zakona, nego i ljudi širokih znanja i otvorenog duha, koje možemo označiti modernim pojmom intelektualci. Moguće je također usporediti ih s filozofima (onima koji posjeduju umijeće mudrog prosuđivanja) koji su, po Platonu, trebali biti upravljači idealne države. 